# Alessandro Baricco

Alessandro Baricco (Turín, 25 de enero de 1958) es un escritor, dramaturgo, crítico musical y periodista italiano. En 1993 obtuvo el premio literario Viareggio-Rèpaci por su novela Océano mar. En 2017, la Universidad de San Martín lo declaró doctor honoris causa. En 2024 recibió el premio Speciale Lattes Grinzane.

## Biografía
Licenciado en Filosofía, y pianista diplomado por un conservatorio.

## Obra

### Novela
- 1991: Castelli di rabbia, premiado Prix Médicis étranger[1]
- 1993: Océano mar[1]
- 1996: Seda[1]
- 1999: City[1]
- 2002: Sin sangre[1]
- 2002: Homero, Ilíada[1]
- 2005: Esta historia[1]
- 2009: Emaús
- 2011: Mr Gwyn
- 2012: Tres veces al amanecer
- 2014: Smith & Wesson
- 2015: La esposa joven
- 2023: Abel

### Teatro
- 1994: Novecento. Un monólogo[1]
- 2003: Partita spagnola[1]

### Antologías
- 1995: Barnum. Crónache del grande show[1]
- 1998: Barnum 2. Altre crónache del grande show[1]

### Ensayo
- 1992: El alma de Hegel y las vacas de Wisconsin[1]
- 1988: Il genio in fuga. Due saggi sul teatro musicale di Gioachino Rossini[1]
- 2002: Next (sobre la globalización y el mundo que vendrá)[1]
- 2006: Los bárbaros. Ensayo sobre la mutación[1]
- 2018: The Game[1]
- 2021: Lo que estábamos buscando[1]
- 2022: La via de la narración[1]

### Filmografía
- 1998: La leyenda del pianista en el océano, basada en la obra de teatro Novecento. Un monólogo.
- 2007: Seda, basada en su obra del mismo nombre.
- 2008: Lezione 21